# Testigo de fe
Testigo de fe o ministro de fe es un término que tiene dos acepciones: una religiosa y otra jurídica y que indica a aquellas personas que por cuya vocación o investidura se consideran ministros (testigos) de fe para dar un determinado testimonio que es considerado de probidad irrefutable en sus respectivos ámbitos.

## Religión
En la religión cristiana, el testigo de fe es aquella persona que por su vocación, reconocido grado de santidad y obras es considerado testigo de la fe que profesa. Es el caso de los papas, personas beatas o determinados dirigentes de entidades cristianas.

## Jurídico

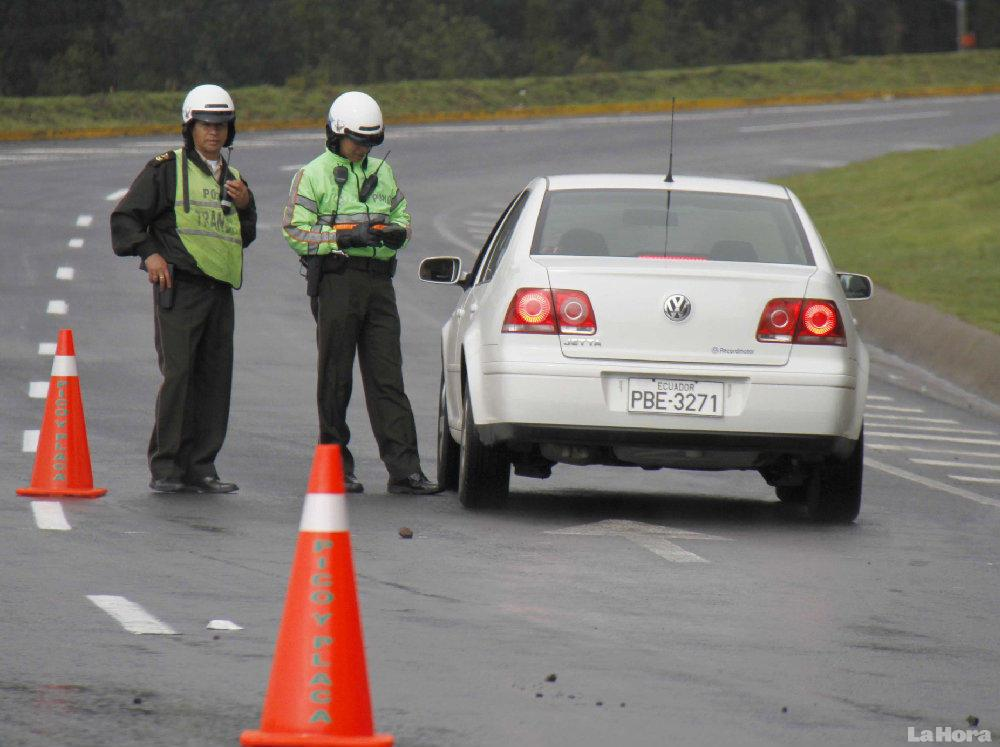
El policía de tránsito es considerado testigo de fe en los Juzgados de Policía

En el poder judicial (y financiero), se consideran testigos o ministros de fe ante la Ley a:
- Policías.[3]
- Notarios.
- Conservadores.
- Contralores.
- Auditores financieros.
- Secretarios o actuarios de tribunales.
- Receptores judiciales.
- Procuradores.[4]
- Inspectores.
- Certificadores.[5]